# 奥兰多石柱

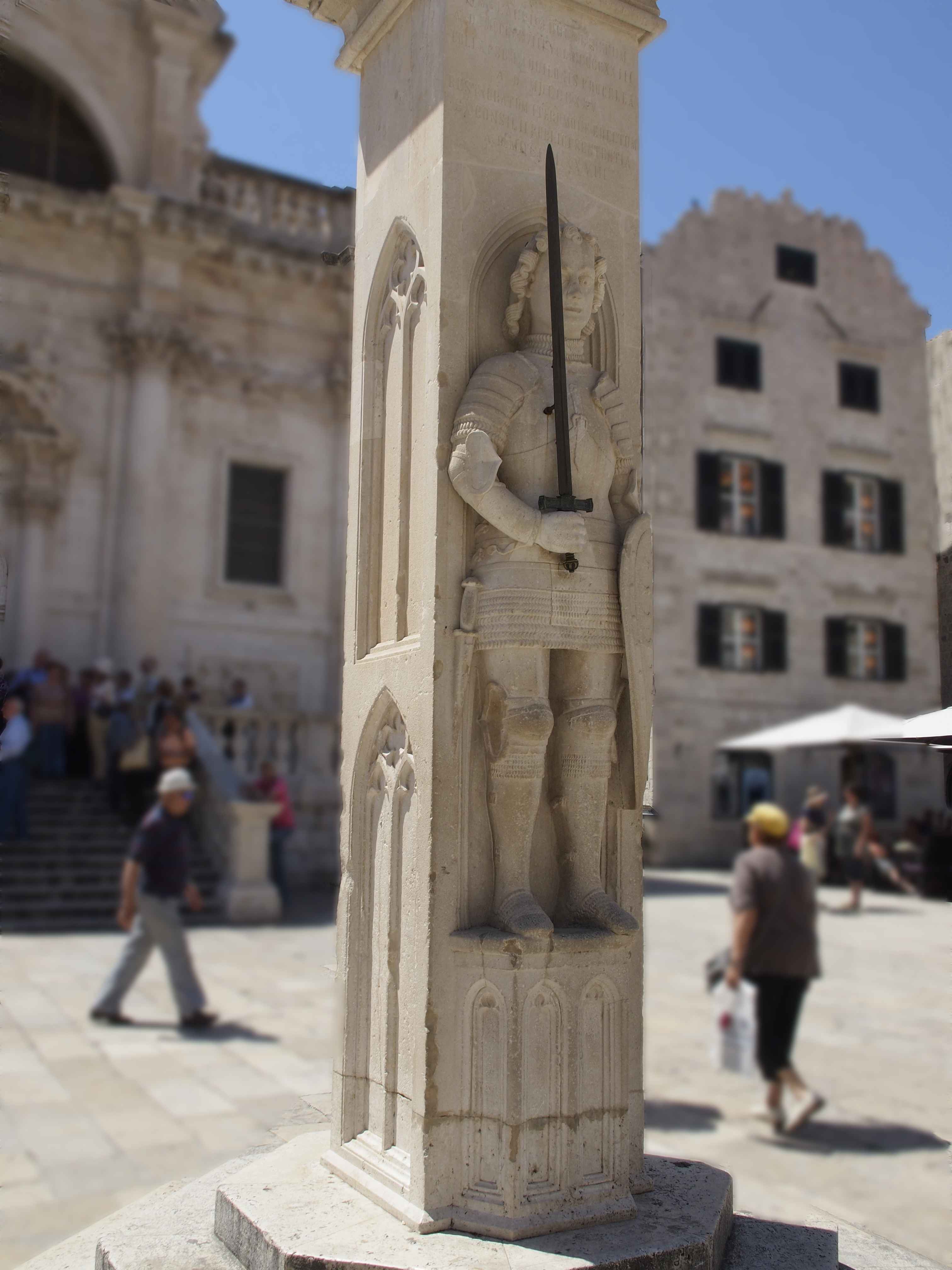

奥兰多石柱是克罗地亚杜布罗夫尼克最古老的公共雕塑，位于斯特拉頓街（Stradun），立于1418年，作者米兰的博尼诺（Bonino da Milano）。长期以来，这是该市唯一一座为某一个外国人而建的世界纪念碑。奥兰多石柱的主角是德国人。

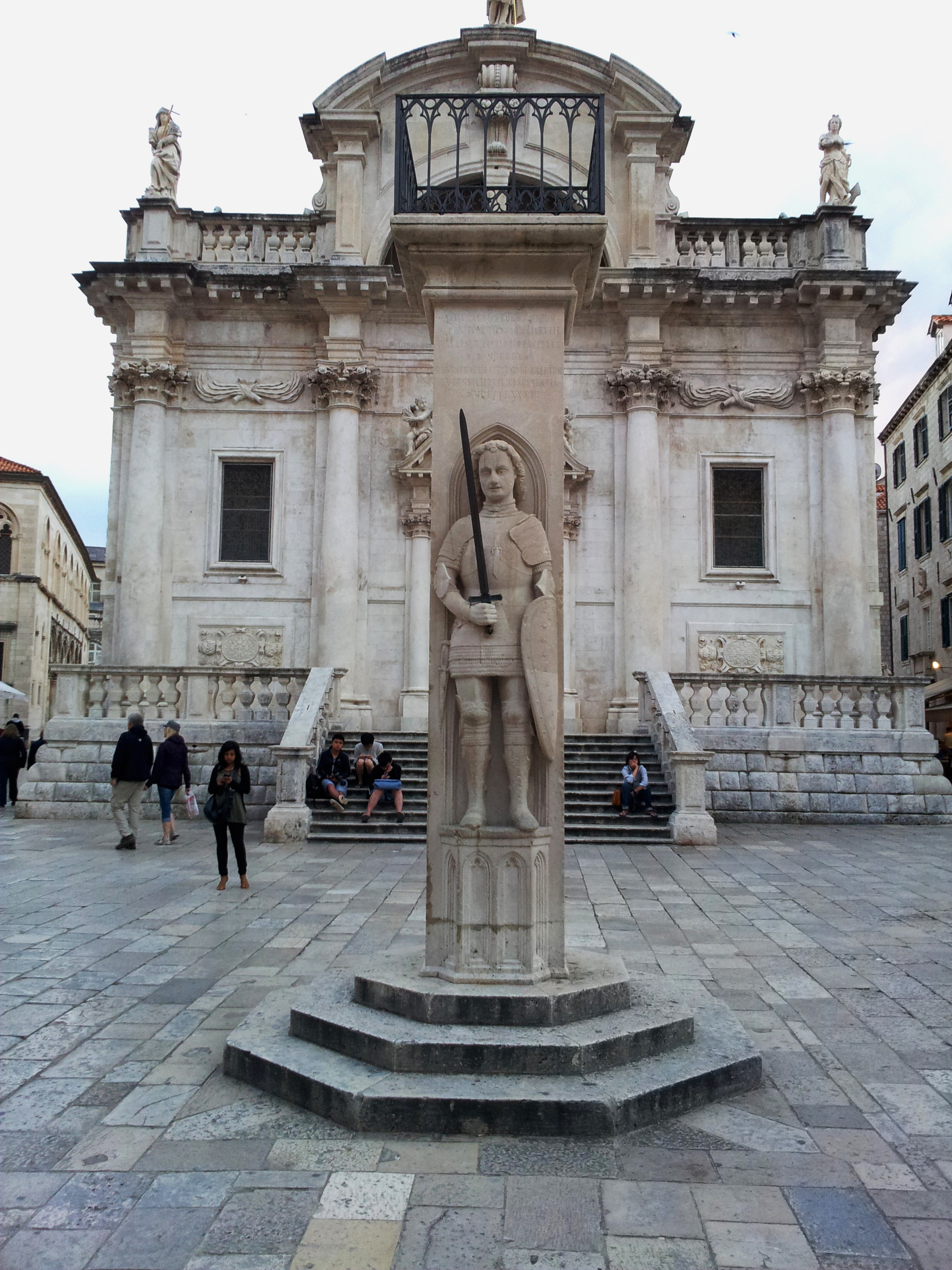

奥兰多石柱用石头制成，高5.17米，描绘一位骑士，手持宝剑。当地历史学家将雕塑与骑士罗兰的传说联系在一起，传说在8世纪他帮助该市与萨拉森人战斗。。
在石柱的顶端，飘扬杜布罗夫尼克市旗（拉古萨共和国国旗）。现在，每年都会在奥兰多石柱前举行升旗仪式。。

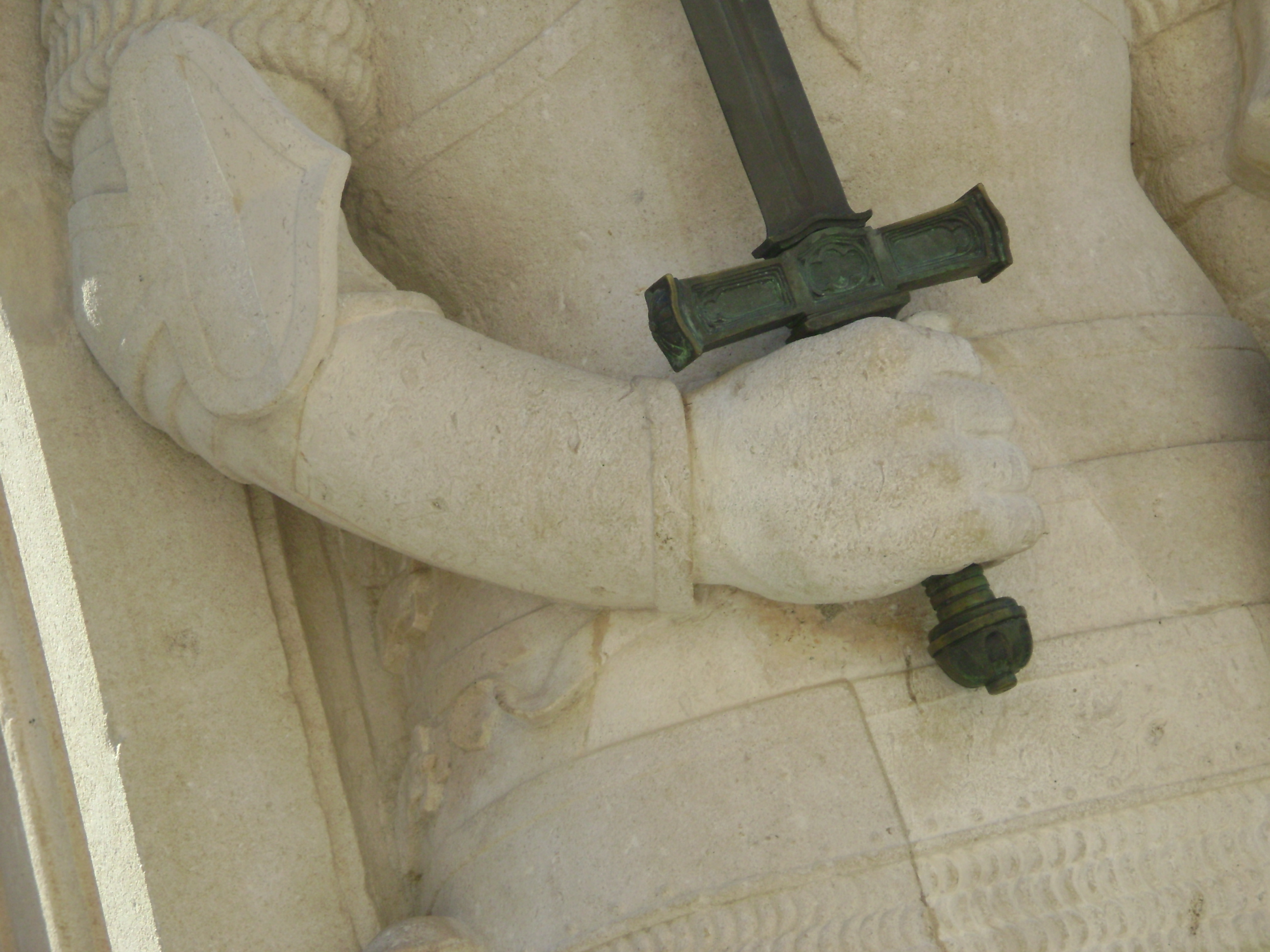